# Passiflora cubensis
Passiflora cubensis är en passionsblomsväxtart. Passiflora cubensis ingår i släktet passionsblommor, och familjen passionsblomsväxter.

## Underarter
Arten delas in i följande underarter:
- P. c. cubensis
- P. c. holguinensis